# Iouri Nyrkov
Iouri Aleksandrovitch Nyrkov (en russe : Юрий Александрович Нырков) est un footballeur international soviétique né le 29 juin 1924 à Vychni Volotchek et mort le 20 décembre 2005 à Moscou.

## Biographie
Né à Vychni Volotchek, Iouri Nyrkov déménage durant sa jeunesse à Moscou où il pratique le football au sein de plusieurs équipes locales, notamment celles des jeunes pionniers en 1936 ou encore du Krylia Sovetov Moscou. Il sert par la suite dans l'armée au cours de la Seconde Guerre mondiale en tant qu'artilleur avant d'être nommé à la tête de la section sportive de son unité entre 1945 et 1946.
Nyrkov est transféré au mois de mai 1947 au sein du CDKA Moscou, principal club de l'armée. Il est cependant blessé gravement durant sa préparation avec l'équipe réserve et doit finalement attendre le 31 juillet 1948 pour faire ses débuts en première division soviétique contre le Dinamo Tbilissi, à l'âge de 24 ans. Il dispute par la suite 90 rencontres sous les couleurs du club entre 1948 et 1952, remportant le championnat soviétique à trois reprises en 1948, 1950 et 1951 ainsi que deux coupes nationales en 1948 et 1951.
Ses performances lui valent d'être convoqué par Boris Arkadiev, également son entraîneur en club, avec la délégation soviétique pour les Jeux olympiques de 1952. Il dispute trois rencontres contre la Bulgarie et la Yougoslavie au cours de la compétition tandis que les Soviétiques sont éliminés dès le premier tour.
Cette contre-performance a pour conséquence directe la dissolution du CDSA Moscou au cours de la saison 1952. Par la suite, Nyrkov rejoint en septembre 1952 le SK Kalinine (en), qui devient le MVO Moscou en 1953, avant de faire son retour au CDSA après sa refondation en 1954. À la fin de cette dernière année, il prend sa retraite sportive à l'âge de 30 ans.
Après la fin de sa carrière, Nyrkov retourne servir au sein de l'Armée rouge où il atteint le rang de major général en 1980. Il préside par la suite la fédération de football de la RSFS de Russie entre 1990 et 1991 puis plusieurs équipes de football de vétérans de Russie jusqu'à sa mort le 20 décembre 2005 à l'âge de 81 ans.

## Statistiques
| Saison                | Club                  | Championnat           | Championnat | Championnat | Coupe(s) nationale(s) | Coupe(s) nationale(s) | Total | Total |
| Saison                | Club                  | Division              | M.          | B.          | M.                    | B.                    | M.    | B.    |
| 1948                  | CDKA Moscou           | D1                    | 12          | 0           | 6                     | 0                     | 18    | 0     |
| 1949                  | CDKA Moscou           | D1                    | 5           | 0           | 3                     | 0                     | 8     | 0     |
| 1950                  | CDKA Moscou           | D1                    | 24          | 0           | 3                     | 0                     | 27    | 0     |
| 1951                  | CDSA Moscou           | D1                    | 27          | 0           | 7                     | 0                     | 34    | 0     |
| 1952                  | CDSA Moscou           | D1                    | 3           | 0           | -                     | -                     | 3     | 0     |
| Sous-total            | Sous-total            | Sous-total            | 71          | 0           | 19                    | 0                     | 90    | 0     |
| 1952                  | SK Kalinine (en)      | D1                    | 3           | 0           | -                     | -                     | 3     | 0     |
| 1953                  | MVO Moscou (en)       | D1                    | 6           | 0           | -                     | -                     | 6     | 0     |
| 1954                  | CDSA Moscou           | D1                    | 23          | 0           | 3                     | 0                     | 26    | 0     |
| Sous-total            | Sous-total            | Sous-total            | 32          | 0           | 3                     | 0                     | 35    | 0     |
| Total sur la carrière | Total sur la carrière | Total sur la carrière | 103         | 0           | 22                    | 0                     | 125   | 0     |

## Palmarès
CDSA Moscou
- Championnat d'Union soviétique (3) :
  - Champion : 1948, 1950 et 1951.
- Coupe d'Union soviétique (2) :
  - Vainqueur : 1948 et 1951.